# Huttopia
Pour l’article ayant un titre homophone, voir Utopia.
 (novembre 2021).
 (novembre 2021).
Si vous disposez d'ouvrages ou d'articles de référence ou si vous connaissez des sites web de qualité traitant du thème abordé ici, merci de compléter l'article en donnant les références utiles à sa vérifiabilité et en les liant à la section « Notes et références ».
Huttopia est une société holding regroupant des entreprises spécialisées dans la conception, l'aménagement et l'exploitation de campings nature et de villages forestiers. Elle a été créée en 1999 par Céline et Philippe Bossanne, et opère dans le domaine de l’écotourisme en France, en Europe, au Canada, aux États-Unis et en Chine.

## Histoire[1]
Partant d’un premier camping de 45 emplacements dans le sud de la France, Huttopia a été créée à Lyon par Céline et Philippe Bossanne avec des actionnaires du monde du tourisme et du plein air dont la société Lafuma. En 2001, une convention de partenariat avec l’Office national des forêts (ONF) est signée pour développer le réseau des campings de Huttopia.
En 2002, deux campings sont repris sous la marque Camping Indigo : Royat (Puy-de-Dôme) et Rieumontagné (Tarn). En 2003, Huttopia ouvre un nouveau site Camping Indigo à Forcalquier (Alpes-de-Haute-Provence). En 2004, Huttopia est sélectionnée par la Communauté de communes Touraine Nord-Ouest pour reprendre et exploiter son camping de Rillé, à proximité des Châteaux de la Loire.
En 2005, Huttopia reprend le Camping ONF de la Vendette situé en forêt domaniale sur l'Île de Noirmoutier. Les premiers campings de la marque Huttopia sont ouverts à Versailles (Yvelines) et à Rillé (Indre-et-Loire).
En 2006, Huttopia ouvre sa marque Camping Indigo à la franchise. En 2008, Huttopia s'implante dans 14 parcs nationaux au Canada.
En 2012, l'entreprise crée son propre fonds d'investissement lui permettant de se développer en parallèle des partenariats publics privés par l'acquisition de campings. Ce fonds montés avec des entreprises de la région Auvergne Rhône-Alpes a permis à l'entreprise d'acquérir une quinzaine de sites.
En 2019, l’entreprise gère 11 000 emplacements situés dans 56 sites en France, dans le Canada et la Chine, représentant 44 000 lits, et plus de 1 750 000 nuitées en France.
Elle compte en 2019 plus de 1000 collaborateurs en été (dont plus de 350 permanents). Huttopia est toujours dirigée par ses fondateurs Céline et Philippe Bossanne et est soutenue notamment le Groupe Crédit Agricole qui est son actionnaire et la Caisse des dépôts et consignations (CDC) avec qui Huttopia a créé une foncière.

## Controverses
En 2010, des filiales de l’ONF se sont associées avec Huttopia pour créer un camp luxueux de vacances en forêt domaniale de Lanmary (Commune d'Antonne-et-Trigonant, Dordogne). En 2014 la Cour des comptes a qualifié « d’opération exotique » ce partenariat, en raison du déséquilibre de la prise de risques, l’ONF ayant financé la plus grosse part de l’investissement, sans en assurer directement le contrôle. En conséquence, la Cour demandait à l’ONF de se « désengager au plus tôt de cette opération qui est sans rapport avec son objet principal ». De plus le montage financier de cette opération a fait émettre un soupçon de conflit d’intérêts à l'encontre d’un dirigeant de l'ONF.
En 2018, l’attribution de la gestion d’un camping à Ars-en-Ré, en forêt domaniale de l’Ile-de-Ré, se déroule dans la confusion, introduisant un contentieux entre Huttopia et l’ONF. Le jugement du tribunal de grande instance de La Rochelle a donné raison à Huttopia dans ce dossier.
En 2021, après 5 années de contestation par des associations de protection de l’environnement et d’actions juridiques, le projet de camping du Teich, sur le Bassin d’Arcachon est abandonné. La société a fini par renoncer à son recours devant le Conseil d’Etat à la suite de l’annulation d’une autorisation de défricher.
En 2024, la doyenne des résidents à l’année du camping Chantecler d’Aix-en-Provence (Bouches-du-Rhône) s’est suicidée le jeudi 17 octobre 2024. Le nouveau gestionnaire de l'établissement, HUTTOPIA, lui avait demandé de quitter les lieux dans quelques jours pour effectuer des travaux, comme c’était le cas pour tous les habitants à l’année du camping.

## Implantation
- Huttopia : 56 campings-nature, villages forestiers et CityKamps sur 3 continents dans 5 pays : France, Canada, USA, Chine et Pays-Bas.

### Implantation au Canada

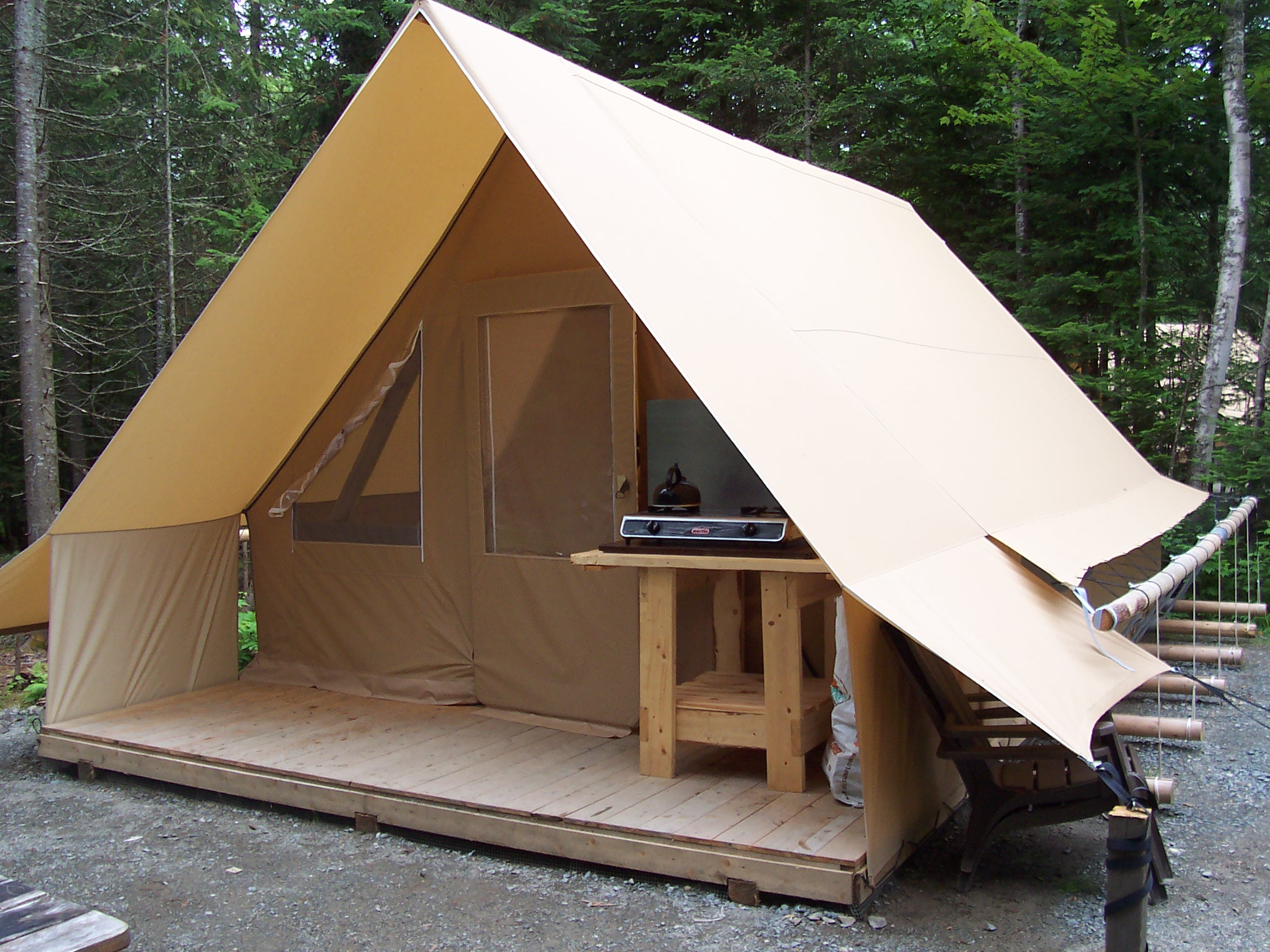
Tente Huttopia au Parc national de Frontenac en 2008.

En 2008, Huttopia s.a. a signé un partenariat avec la SEPAQ (Société des établissements de plein air du Québec) pour implanter ses tentes en toile et bois dans 15 des parcs nationaux du Québec.

## Démarche environnementale
Les sites Huttopia sont étudiés pour pouvoir être rendus à la nature.
- Les infrastructures présentes sur les sites Huttopia sont construites en bois brut provenant de forêts françaises, le cœur du Sapin de Douglas. Il est naturellement imputrescible ce qui dispense de le traiter.
- Les hébergements sont eux aussi conçus en bois non traité et sont montés sur pilotis ou sur roues pour ne pas abîmer le sol. Les pilotis sont eux-mêmes montés sur socles en béton. De nombreux déchets restent dans le sol durant la fabrication des chalets.
- Les emplacements situés en forêt sont interdits aux véhicules motorisés, et la circulation est limitée sur la majorité des campings.
- Une piscine biologique a été mise en place sur les sites de Rambouillet et Senonches. À l’encontre des piscines avec chlore, la filtration se fait par un bassin de plantes aquatiques et de minerais spéciaux
- Une gestion des ressources pour limiter la consommation d’eau et d’énergie.